# Nationalpark Serra Geral
Der Nationalpark Serra Geral, amtlich portugiesisch Parque Nacional da Serra Geral, ist ein Schutzgebiet im Süden Brasiliens in den Bundesstaaten Rio Grande do Sul und Santa Catarina. Er wurde 1992 ausgewiesen. Er liegt in der Bergformation der Serra Geral.
Am 20. Mai 1992 wurde der Parque Nacional da Serra Geral, auch Parna oder PARNA da Serra Geral, mit einer Fläche von rund 173 km² in den Munizipien Cambará do Sul, São Francisco de Paula, Jacinto Machado und Praia Grande gegründet. Er ist die Erweiterung des Nationalparks Aparados da Serra.
Beeindruckend sind Canyons, Wasserfälle und einige 100 m hohe senkrechte Wände. Bekannt sind Fortaleza und Malacara.
Sehr häufig entsteht Nebel, der die Aussicht behindert.
Wegen der großen Höhenunterschiede gibt es sowohl Regenwald als auch Hochlandwald mit Araukarien. Dementsprechend ist die Tierwelt vielfältig. Einige der Säugetiere sind Mähnenwolf, Brüllaffe, Ozelot. Auch viele Vögel kann man sehen: Seriemas, Azurblaurabe und andere.
Der Park ist gut erreichbar. Nur Wanderwege erschließen die spektakulären Sehenswürdigkeiten, zum Übernachten ist man auf das Zelt angewiesen.